# Agaricus augustus
Agaricus augustus (Elias Magnus Fries, 1838) precum variația sa Agaricus perrarus Stephan Schulzer von Müggenburg, 1879) sin. Psalliota augusta (Elias Magnus Fries, 1838 ex Lucien Quélet, 1872) respectiv Psalliota perrara Stephan Schulzer von Müggenburg, 1879 ex Giacomo Bresadola, 1887), din încrengătura Basidiomycota, în familia Agaricaceae și de genul Agaricus, numit în popor șampinion văratic, este o  specie saprofită de ciuperci comestibile. Buretele apare în România, Basarabia și Bucovina de Nord pe sol bogat, humos, prin păduri de conifere, pe lângă pini, brazi și molizi, de asemenea în păduri mixte, atunci sub Pinales. Specia crește în primul rând solitară, câteodată și în grupuri mici de două la trei exemplare, de la câmpie până la munte, din (iunie) iulie până în septembrie (octombrie).

## Istoric și taxonomie

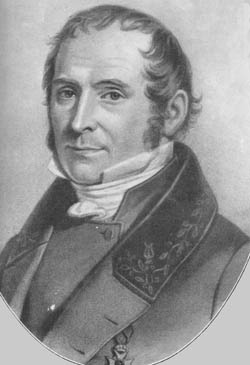
Elias Fries

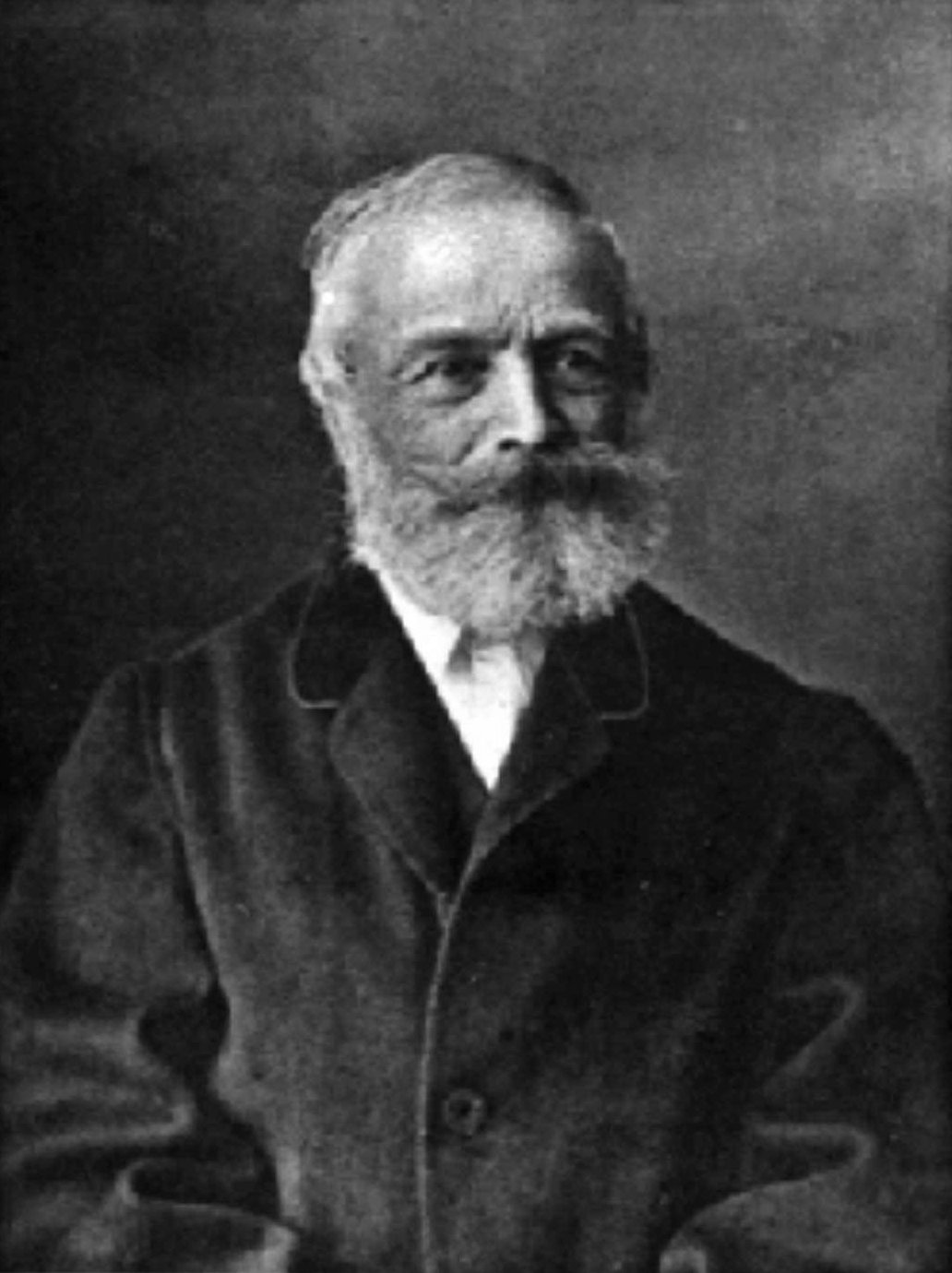
St. Schulzer

Genul Agaricus este de diversificare foarte veche (între 178 și 139 milioane de ani), începând din timpul perioadei geologice în Jurasic în diferență de exemplu cu genul Boletus (între 44 și 34 milioane de ani).
Primul micolog care a descris șampinionul uriaș a fost Elias Magnus Fries în cartea sa din 1838 Epicrisis Systematis Mycologici seu Synopsis Hymenomycetum ca Agaricus augustus, nume folosit astăzi din nou. Denumirea a fost schimbată de Lucien Quélet în Psalliota augusta în publicația sa în Mémoires de la Société d'Émulation de Montbéliard din 1872.
Apoi micologul austro-ungar Stephan Schulzer von Müggenburg (1802-1892) i-a dat numele Agaricus perrarus, de verificat în volumul 29 al jurnalului pentru biologie Verhandlungen der Zoologisch-Botanischen Gesellschaft in Wien (Viena, 1879), iar Giacomo Bresadola a făcut o adaptare după taxonomia lui Quélet, descriindu-l ca Psalliota perrara în volumul I al lucrării sale Fungi tridentini novi vel nondum delineati et iconibus illustrati din anul 1881. Același sus numitul Schulzer l-a descris pe Agaricus perrarus un an mai târziu ca variație a lui Agaricus augustus, ce a fost sancționat în 1983 de micologii italieni Marcel Bon și Alberto Cappelli.
Cu toate că micologul italian Bruno Cetto, a insistat până la sfârșit că Agaricus perrarus ar fi un soi propriu, descriind diferențele în primul volum al lucrării sale Der große Pilzführer, el nu a putut să se impună. De asemenea Rose Marie și Sabine Maria Dähncke descriu ciuperca în marea lor operă 700 Pilze in Farbfotos ca specie independentă. Totuși, în special micologi anglo-americani de astăzi nu fac nici un fel de diferență, pre când alții îl denumesc ca variație conform lui Schulzer, Bon și Capelli. În țările romane se ține denumirea Psalliota în loc de Agaricus.
Ciuperca poartă mai multe taxonomii în plus ca de exemplu: Pratella augusta (Claude Casimir Gillet, 1878), Agaricus peronatus (Massee, 1892), Fungus augustus și Fungus peronatus (Otto Kuntze, 1898) care sunt acceptate sinonim, dar nefiind folosite sunt neglijabile.
Epitetul este derivat din cuvântul latin (latină augustus=maiestuos, proeminent venerabil), respectiv (latină perrarus=foarte rar).

## Descriere

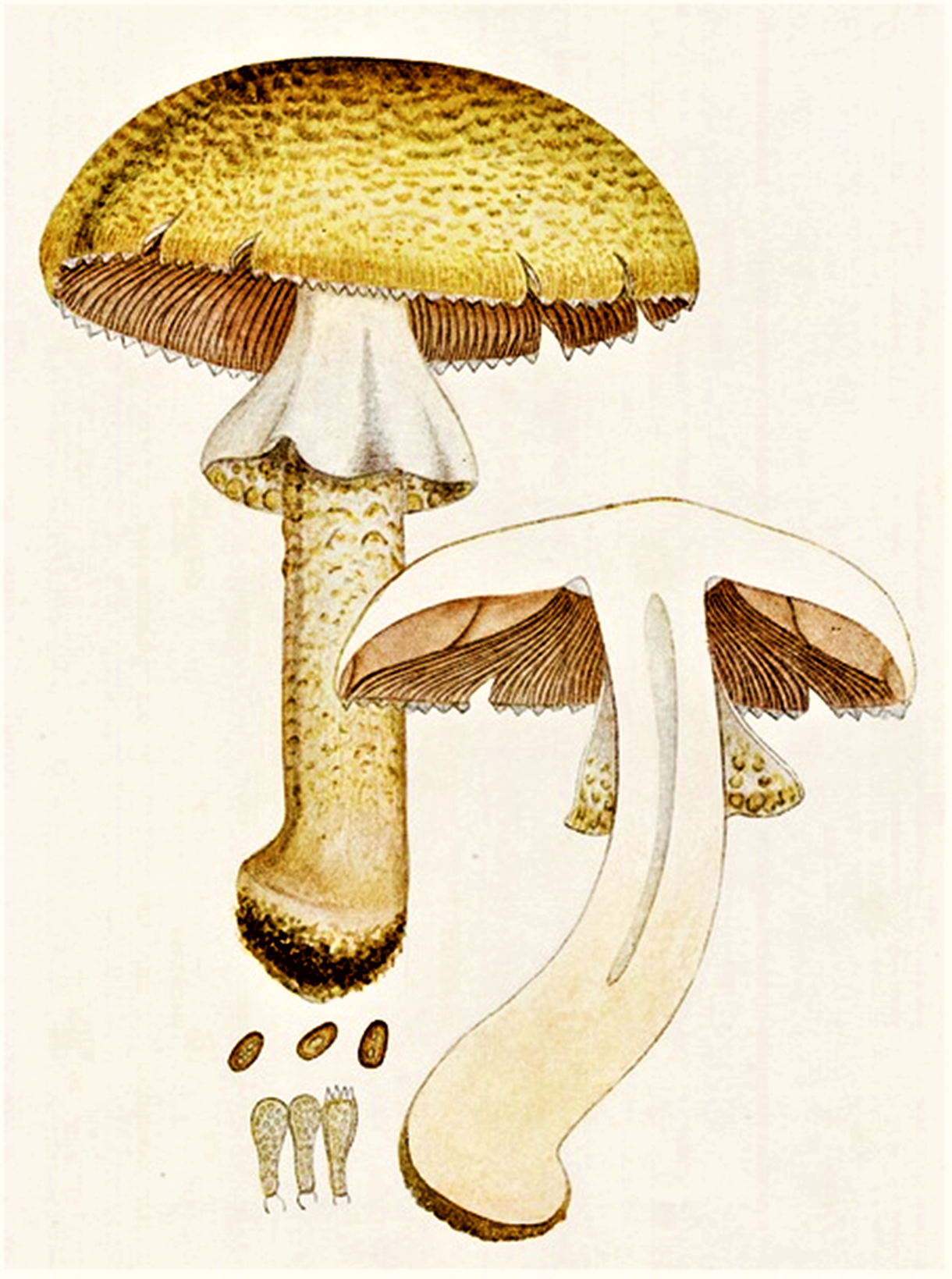
Bres.: Psalliota perrara

- Pălăria: are un diametru de 10-25 (35) cm și este amenajată central peste picior, fiind  inițial convexă, semisferică, cu margine răsfrântă către interior care se aplatizează la maturitate. Cuticula uscată de colorit albicios-crem care odată cu vârsta tinde să se decoloreze în gălbui, este acoperită de niște solzi brun-maronii (A. perrarus: maro deschis până la maro-gălbui) dispuși concentric, devenind mai deși și închiși spre centrul pălăriei. Solzii sunt rămășițe ale vălului parțial. La atingere sau leziune buretele modifică culoarea după câtva timp în brun-maroniu (A. perrarus: galben).
- Lamelele: sunt dese dar fără a fi aglomerate, libere, subțiri și înalte, îngustându-se spre margine, inițial de culoare rozalie, schimbând coloritul la bătrânețe într-un violet-brun (A. perrarus: maro-purpuriu).
- Piciorul: are o înălțime de 10-20 (35) cm, o lățime de 2-5 cm și este alb, aproape cilindric, ușor umflat, la maturitate găunos, cu baza un pic umflată, deseori înfipt adânc în pământ. El prezintă o manșetă bine dezvoltată, largă, albă, membranoasă, care se răsfrânge în jos peste picior. Deasupra, inelul este neted dedesubt către bază, gălbior și mătăsos-solzos.
- Carnea: este compactă, pe măsura avansării în vârstă moale, de culoare albă care se oxidează deseori în brun-maroniu (A. perrarus: se decolorează mereu gălbui). Buretele este de gust dulceag, având un miros ușor de anason, mai ales în stadiul de tinerețe, care se pierde în timpul preparării.
- Caracteristici microscopice: are spori netezi, slab elipsoidali până ovoidali și inegal laterali cu o dimensiune cuprinsă între 7,5-10 x 5-6,5 microni (A. perrarus: 8-10 x 4-5,5 microni). Pulberea lor este violet-maronie (A. perrarus: închis purpurie). Basidiile clavate, tare umflate și capitate cu 4 sterigme fiecare măsoară 25 x 8-10 microni. Cistidele (elemente sterile situate în stratul himenal sau printre celulele din pielița pălăriei și a piciorului, probabil cu rol de excreție), adesea orânduite în lanțuri, sunt de mărime și aspect asemănător, dar cu vârfuri rotunjite și pediculate.[18][3][19]
- Reacții chimice: ciuperca reacționează chimic, decolorându-se pe suprafața pălăriei cu hidroxid de potasiu gălbui, iar lamelele devin cu naftolul α roșii. De asemenea arată o reacție roșiatică la "Testul Schaeffer".[20][21] Acesta a fost dezvoltat de micologul german Julius Schäffer (1882-1944) pentru a ajuta la identificarea speciilor Agaricus, folosind reacția  anilinei și acidului azotic pe suprafața bureților.[22]

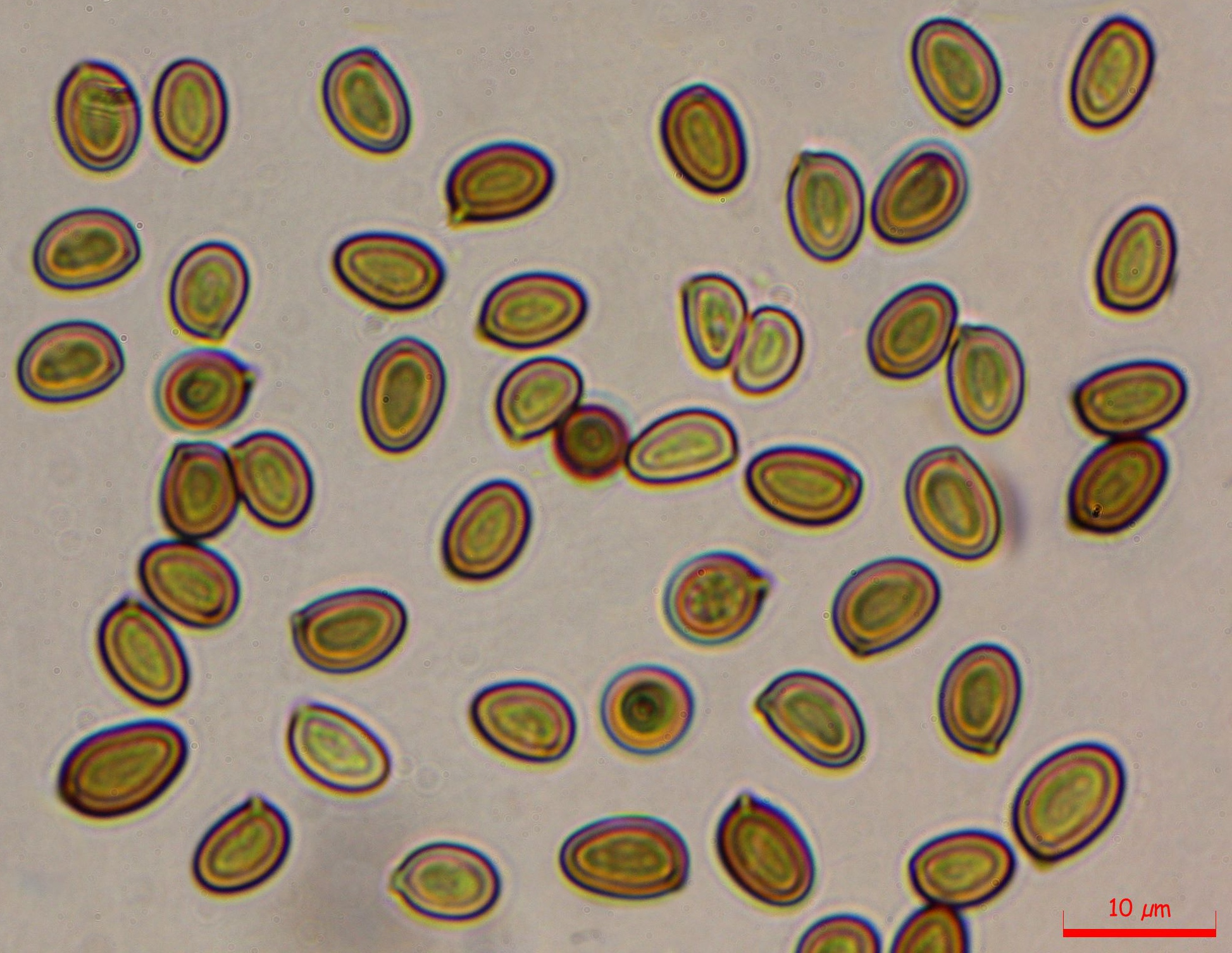
A. augustus, spori
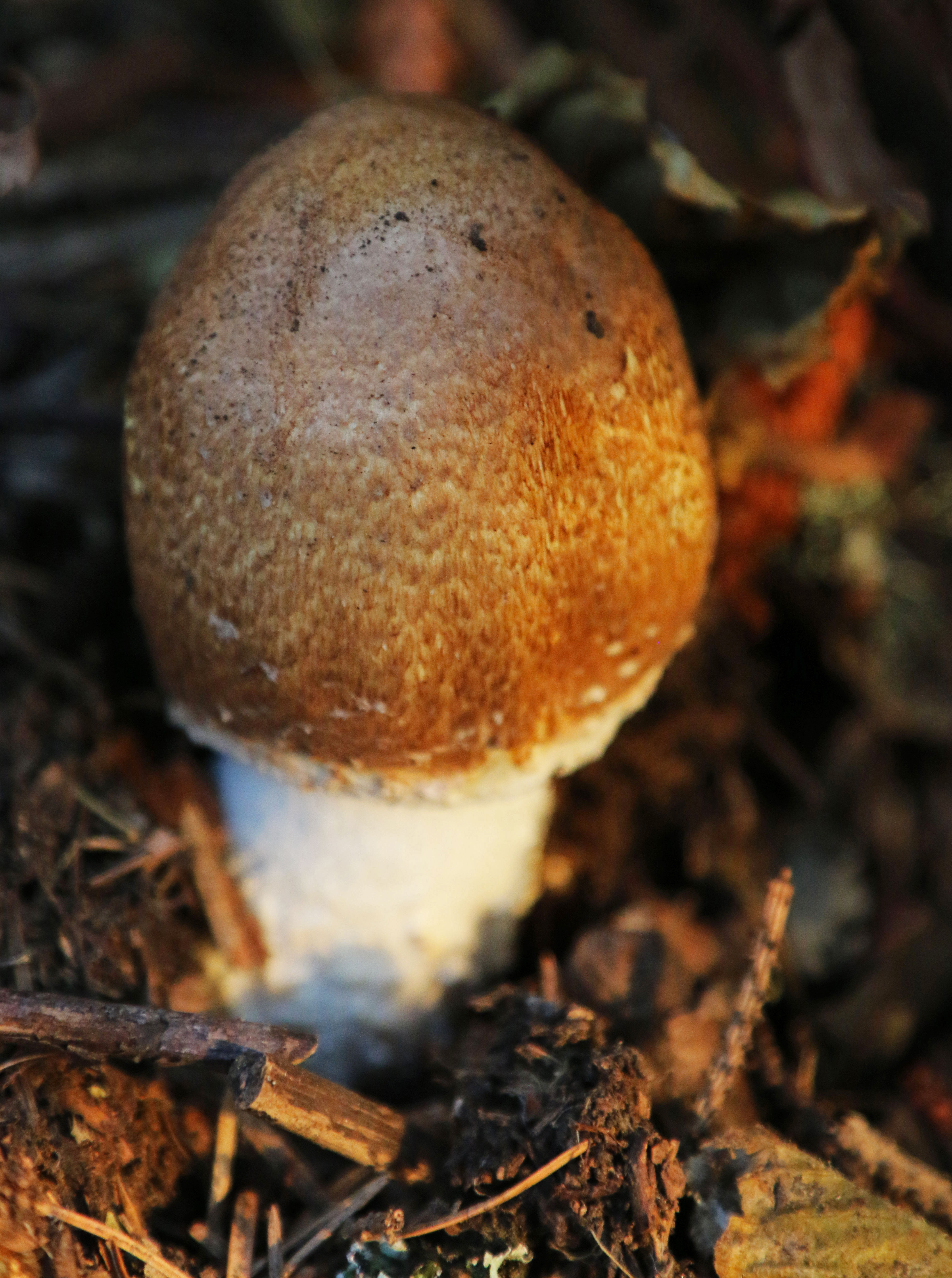
A. augustus tânăr
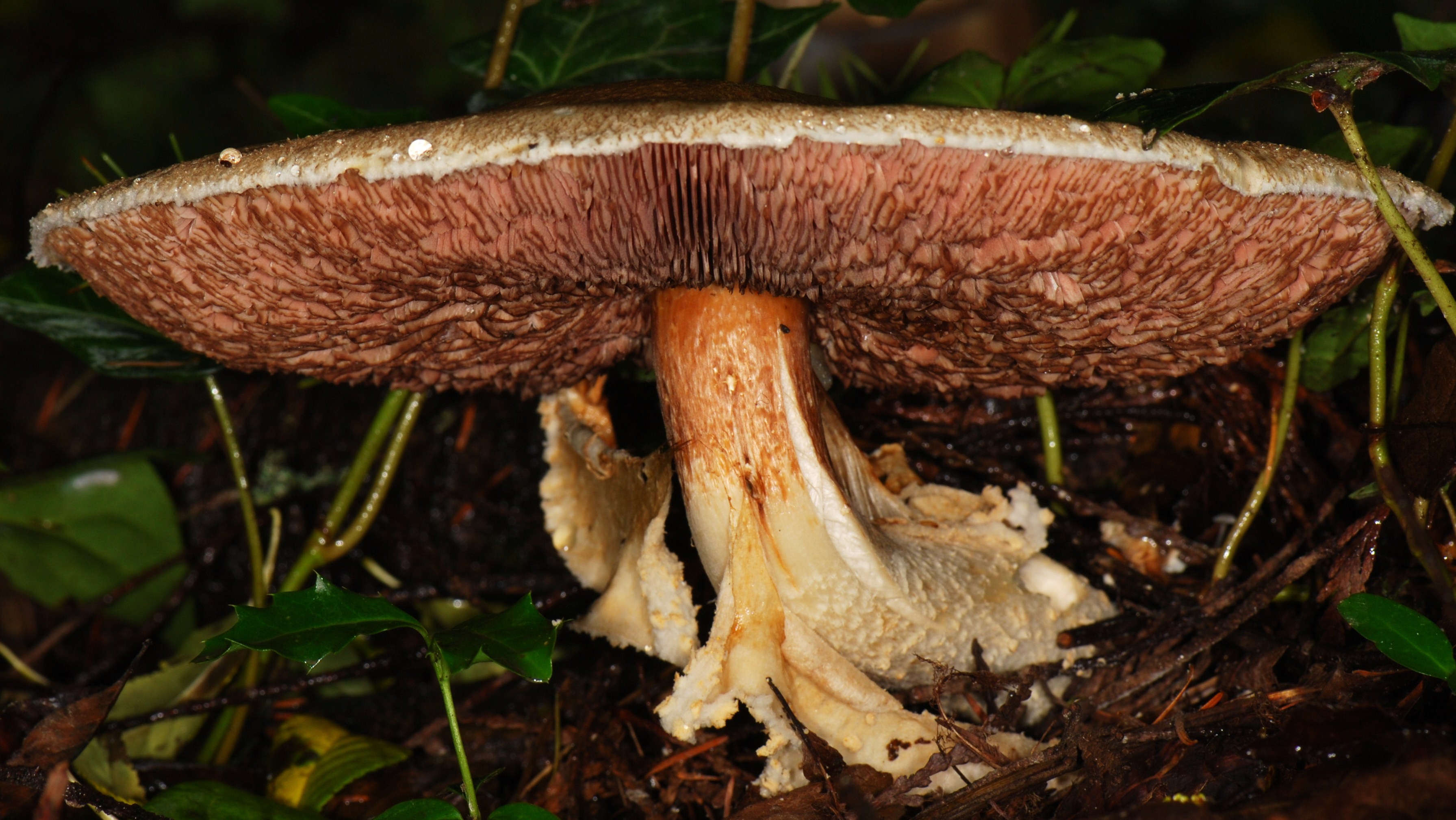
A. augustus bătrân
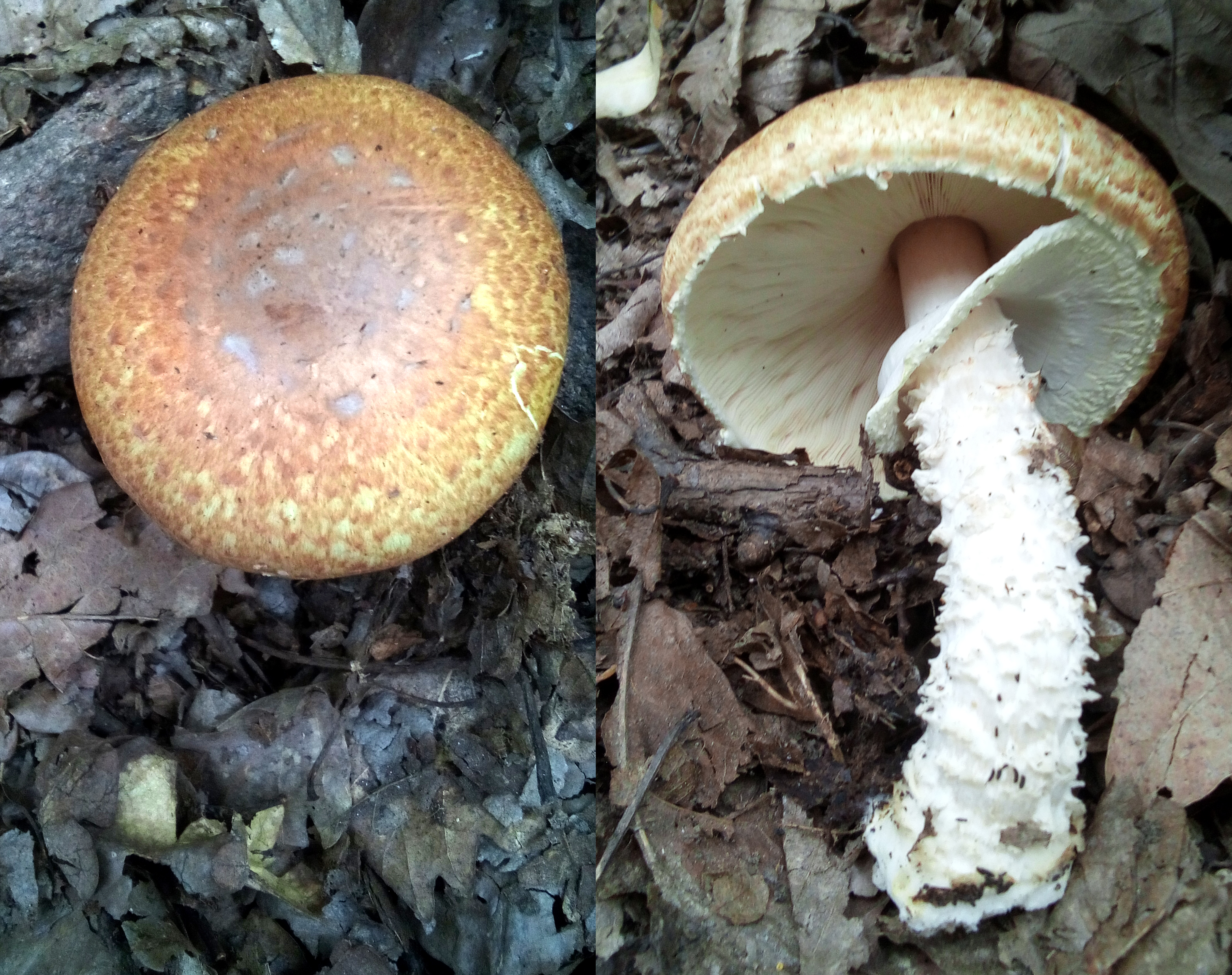
A. augustus, aspect general la un exemplar mai tânăr
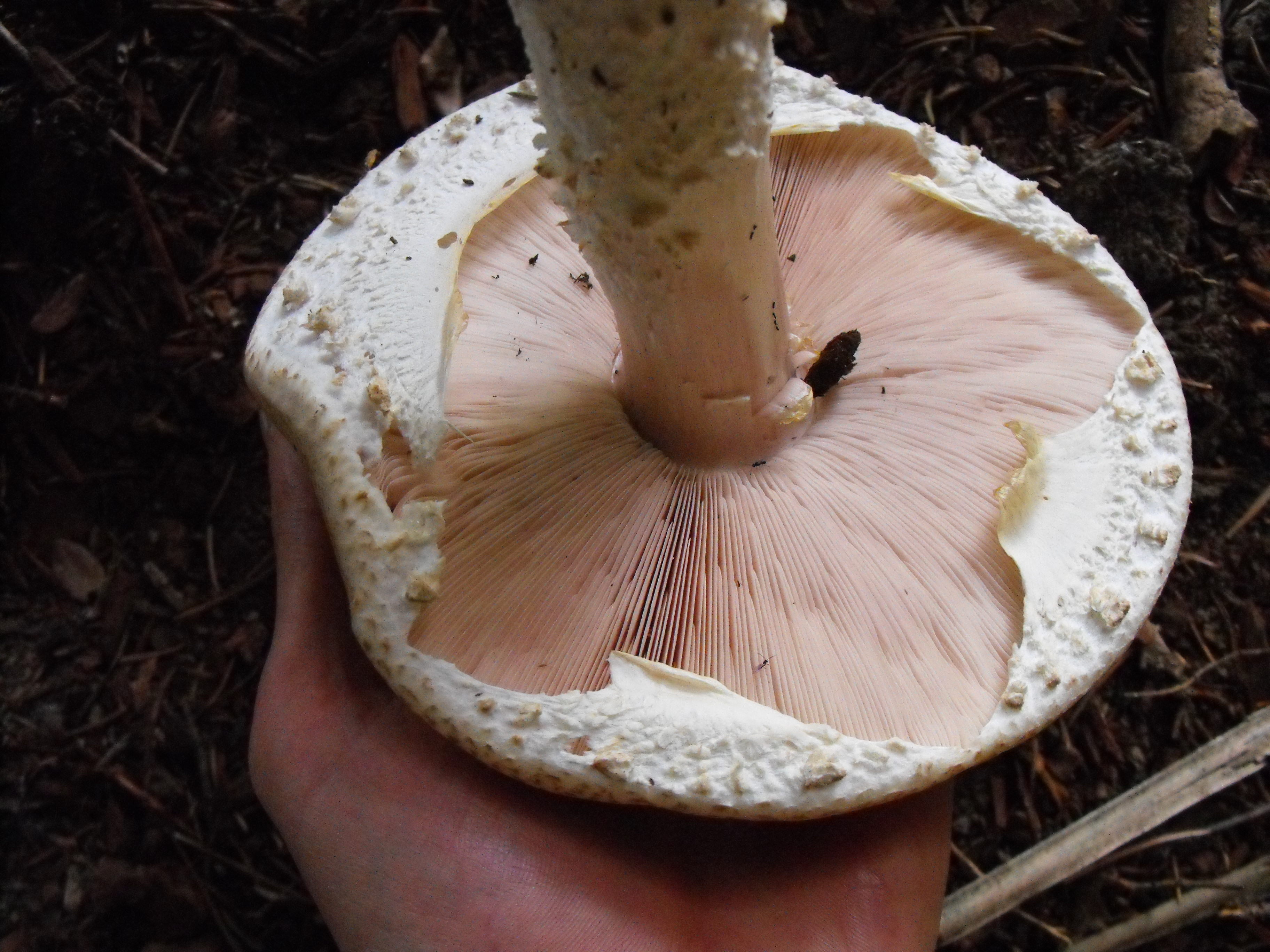
A. perrarus, lamele, văl parțial și picior

## Confuzii
Această ciupercă poate să devină uriașă. Dar o confuzie este posibilă în stadiu mai tânăr și cu exemplare mai slab dezvoltate ale speciei, astfel de exemplu cu: Agaricus langei (comestibil), Agaricus silvicola (comestibil), Agaricus vaporarius (comestibil),, respectiv cu Catathelasma imperiale (comestibil), Lepiota aspera sin. Echinoderma asperum, Lepiota acutesquamosa (otrăvitor), Tricholoma colossus (comestibil).

## Specii asemănătoare în imagini

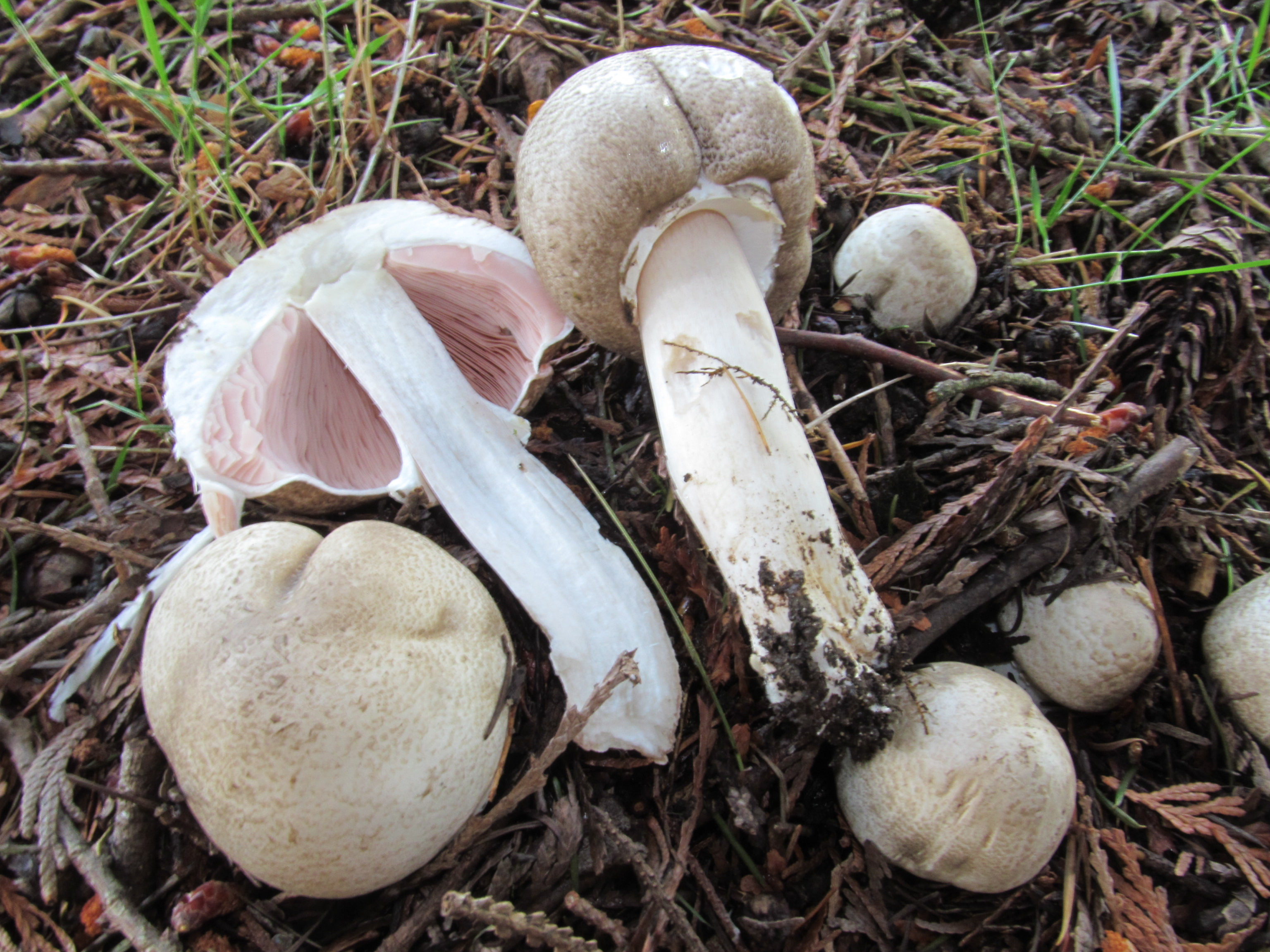
Agaricus langei
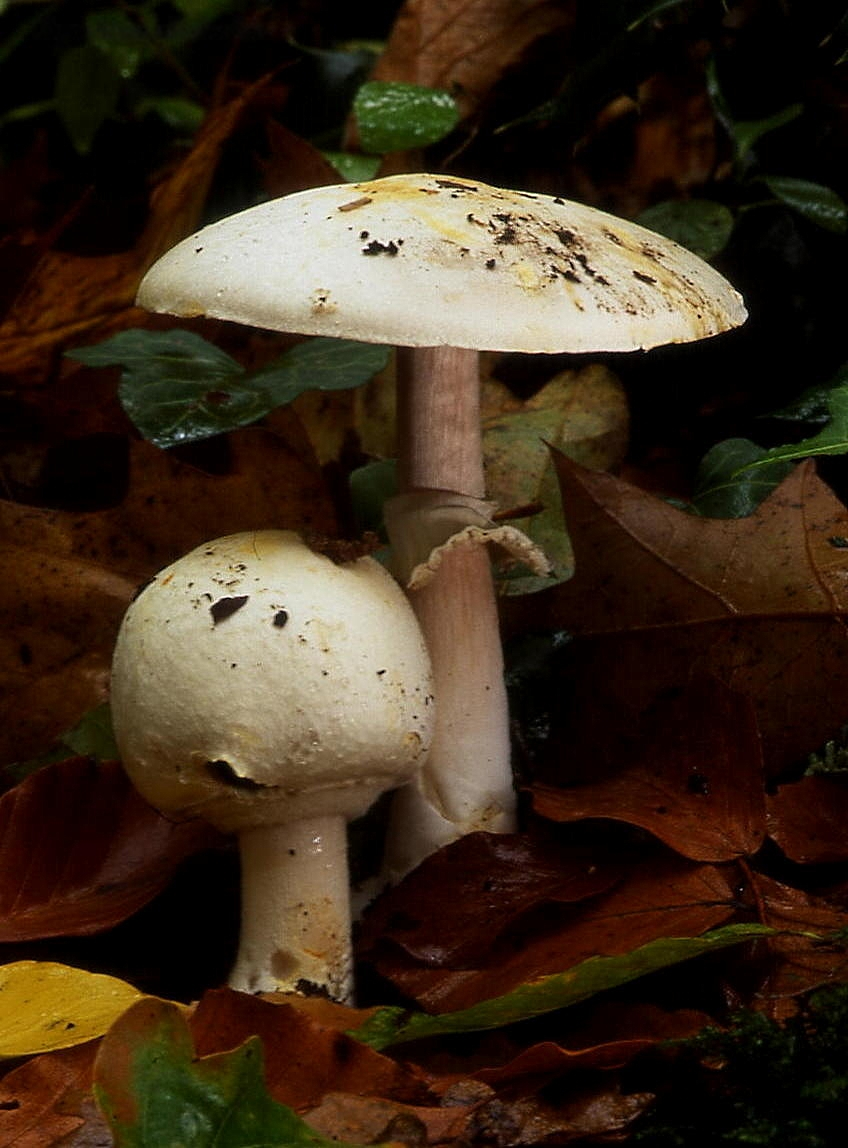
Agaricus silvicola
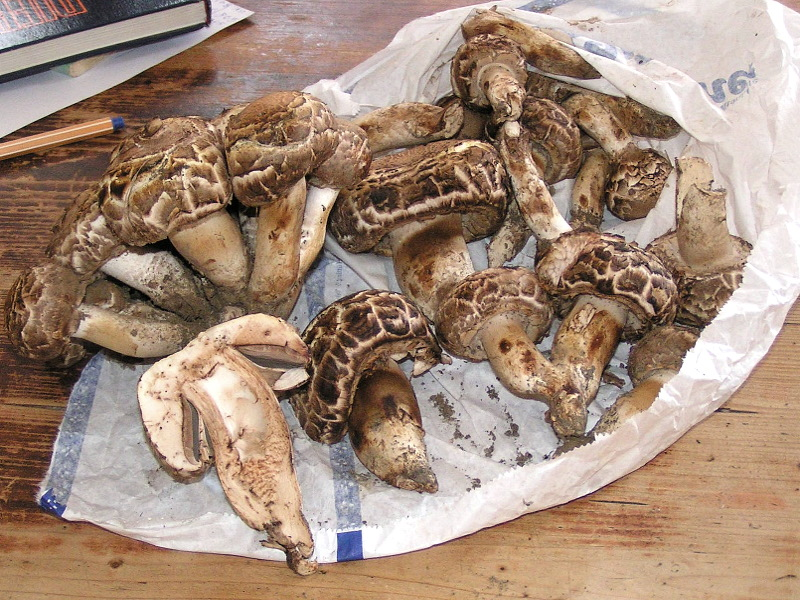
Agaricus vaporarius

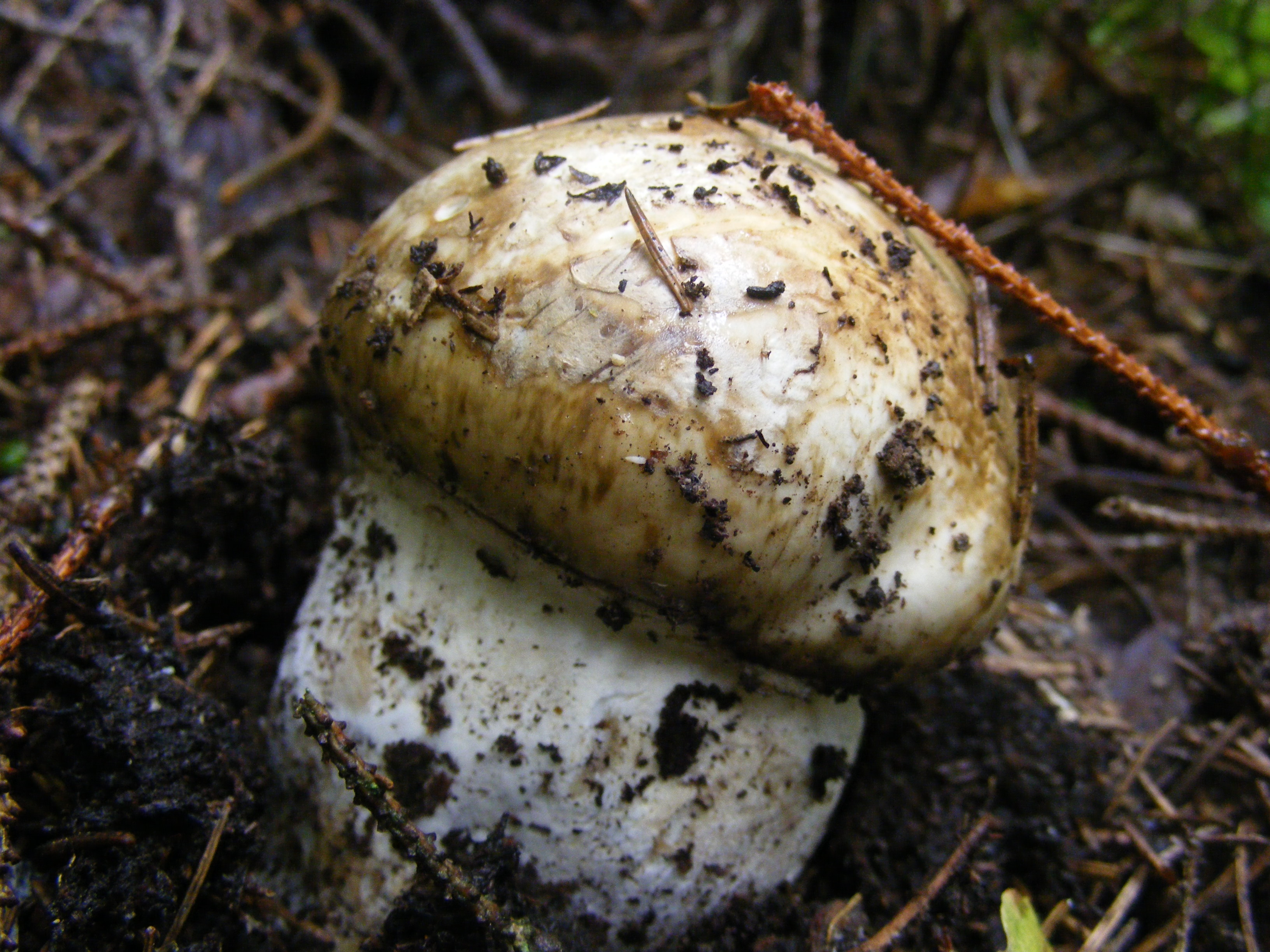
Catathelasma imperiale
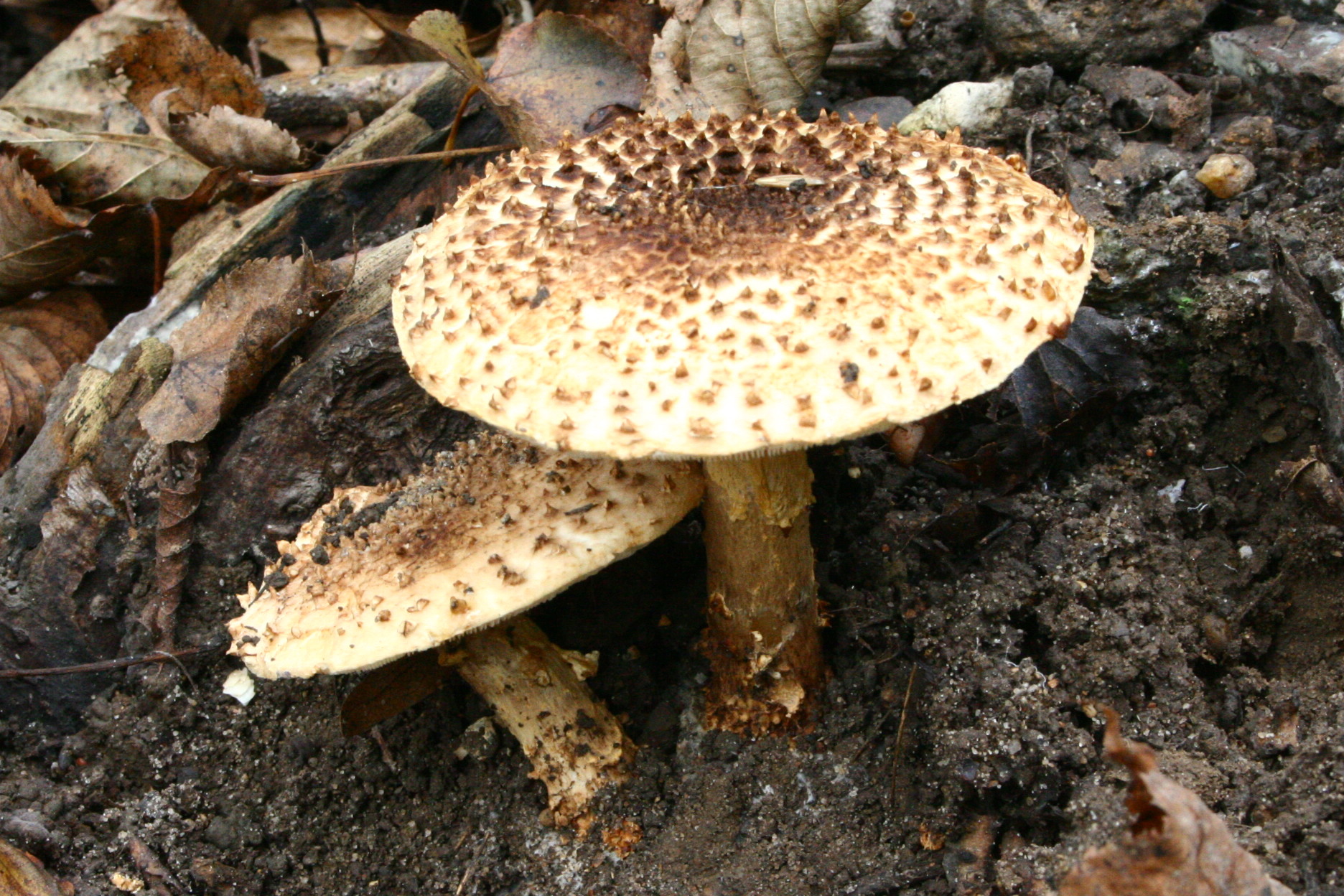
!!Lepiota aspera sin. Echinoderma asperum!!
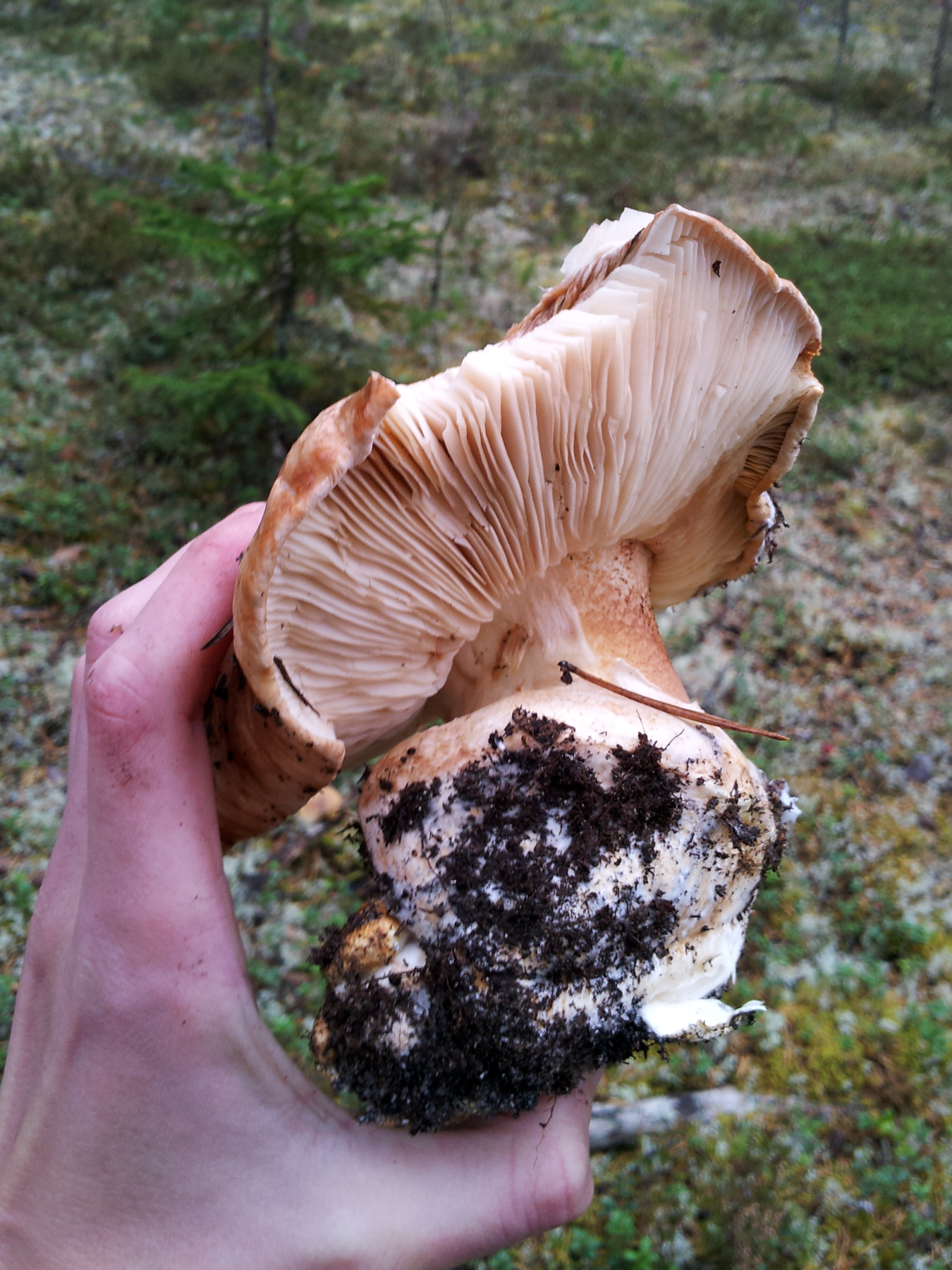
Tricholoma colossus

## Valorificare
Cu toate că această specie conține deseori o acumulare ridicată de metale grele, cum ar fi cadmiul și cuprul, ea este o ciupercă mult căutată și consumată, pentru că gustoasă și de calitate bună. Mirosul de anason dispare în timpul preparării. Doar organisme fructifere tinere sunt gustoase. Ciuperci bătrâne (vezi dreapta) pot provoca un disconfort gastric.
Ciuperca de câmp poate fi pregătită ca ciulama, de asemenea împreună cu alte ciuperci sau adăugată la un sos de carne. Gustos este de asemenea cu jumări de ou, prăjit în unt cu verdețuri, ca umplutura unei plăcinte de foaie sau în mod ardelean (seu de porc, ceapă, ciuperci tăiate, morcov, păstârnac, boia ardei, smântână). De asemenea, buretele poate fi panat și prăjit ca un șnițel. Atunci însă, un ușor miros de anason ar putea să rămână.
Acest burete este cultivat pe bălegar de cal compostat, dar domeniul de aplicare al acestor culturi este comercial scăzut.